# Татарцы (Лидский район)
Татарцы (бел. Тата́рцы) — деревня в Лидском районе Гродненской области Беларуси. В составе Дубровенского сельсовета.

## География
Пролегает дорога Н-20035.
Ближайшие населённые пункты Бердовка, Стерково и др.

## История
С 1905 года в Лидской волости Лидского уезда Виленской губернии.
До 17 марта 2023 года деревня входила в состав Бердовского сельсовета.

## Население

### Численность
- 2019 год — 10 жителей

### Динамика
- 1905 год — 130 жителей[2]
- 1999 год — 32 жителей (перепись населения)
- 2009 год — 23 жителей (перепись населения)[2]
- 2019 год — 10 жителей (перепись населения)